# Tuyauteur industriel
Le tuyauteur industriel ou la tuyauteuse industrielle, ou plus simplement tuyauteur ou tuyauteuse, fabrique et installe des assemblages ou des réseaux de tuyauteries à partir de plans ou de directives orales pour les installations les plus simples. Le métier peut s'exercer à poste fixe ou souvent en itinérance sur des sites industriels variés; il se partage entre des études de mise en œuvre et de préparation des chantiers, et une part de travaux de chaudronnerie sur les tubes. Métier nécessitant d'être autonome, il requiert une coordination avec différents services (internes ou externes) et se pratique généralement en équipe avec un soudeur.
En phase d'étude et de préparation, il réalise les prises de côtes et contrôle la faisabilité des choix de conception; imagine et adapte les chemins de tuyauteries selon les obstacles rencontrés, choisit le supportage adapté et les modes opératoires de réalisation (cintrage, soudage, par assemblage d'éléments préfabriqués, etc.). Il réalise les croquis et plans nécessaires pour une vision tridimensionnelle, notamment des schémas isométriques. Il établit la liste des fournitures nécessaires.
En phase de réalisation, il installe les supports et en fabrique certains; trace, découpe et façonne les pièces de tuyauterie; pré-assemble les pièces avant soudure, qu'il peut éventuellement faire lui-même. Il réalise ensuite la pose et le montage de la tuyauterie préparée, entre les points de départ et d'arrivée. Il s'assure enfin de l'étanchéité et réalise les contrôles qualité et les épreuves réglementaires pour les équipements sous pression,.

## Histoire
Ce métier est directement lié a la révolution industrielle. Son apparition est concomitante avec l'apparition des tuyaux en tant que produits manufacturés; les conduits métalliques de grandes tailles sont auparavant l'œuvre de chaudronniers qui assemblent par rivetage des tôles roulées.

## Activités
Il opère le plus souvent en binôme avec un soudeur, mais parfois seul s'il a les compétences et/ou les qualifications requises (on parle alors de tuyauteur-soudeur).
- Il est souvent amené à assembler des équipements supplémentaires (vannes, robinetterie…).
- Il possède des compétences en chaudronnerie et soudage.
- Il intervient dans les ateliers (conception à partir de plan) ou sur les chantiers (conception à partir de plan ou à partir de directive orale), par exemple dans les secteurs de la pétrochimie, de la construction navale, de l'agroalimentaire ou du nucléaire.

Le tuyauteur doit être capable, entre autres, de :
- interpréter et réaliser un plan isométrique ;
- réaliser des tracés et des découpes ;
- effectuer des calculs divers (trigonométrie, calculs de débits...) ;
- cintrer, pointer (c'est à dire courte opération de soudage), souder aux procédés TIG et arc à l'éléctrode enrobée (si tuyauteur-soudeur), et assembler ;
- choisir et poser les supports de tuyauterie.

## Travaux neufs ou de maintenance
Les activités du métier sont, comme pour le plombier, généralement divisées en deux branches :

### Travaux neufs

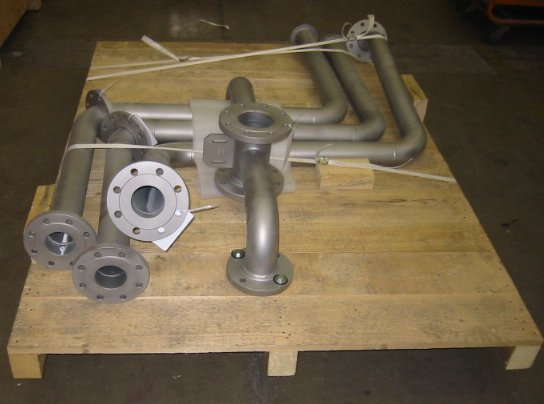
Divers élément d'une ligne de tuyauteries, en acier inoxydable, préfabriqués et prêts à être envoyés sur le lieu de montage.

Ils peuvent être réalisés à partir de plans fournis par le maitre d'œuvre, ce qui autorise la préfabrication de tronçons de tuyauterie en atelier. Après réception sur site, le montage est fait par des tuyauteurs-monteurs.
Pour les projets de petite et moyenne envergure, la partie projet de la tuyauterie se résume souvent à un P&ID qui ne fournit pas de plan détaillé de chaque ligne ou tronçon. Il faut alors :
- soit réaliser ces plans en interne (avec un dessinateur/projeteur) pour procéder à la préfabrication ;
- soit réaliser le travail sur site par une équipe qui effectue elle-même les mesures, la fabrication et la pose.

### Travaux de maintenance

#### Travaux réalisés en interne
Comme les travaux neufs, les opérations de maintenance préventive (vieillissement normal des canalisations) ou curatives (fuite), peuvent être l'objet de préfabrication. Elles sont de préférence réalisées en interne, par le service maintenance (on parle parfois de régie), pour diverses raisons (gain de temps, secret professionnel, besoin de pouvoir maintenir la production et donc de personnes habilitées et expérimentées sur les équipements…).

#### Travaux réalisés en externe
Au vu des compétences internes et des équipements requis, les PME, voire même de grandes entreprises publiques ou privées, font appel à des entreprises externes.
Les risques sont plus élevés à cause du travail en déplacement et de la méconnaissance de l'environnement de travail (produits transportés par les canalisations, machines sous tension à proximité, hygiène des lieux…). Des procédures spéciales doivent alors être créées par le CHSCT de l'entreprise cliente.

## Équipements
Un établi (portable ou non) est le poste de travail habituel pour la confection d'une ligne. Mais suivant les conditions du chantier (notamment : en prise de cotes, en maintenance et en montage), il peut être amené à travailler à même le sol, dans des endroits confinés, ou en hauteur.
Ci-dessous une liste non exhaustive des principaux outils utilisés :
- outils de façonnage : disqueuse, perceuse (et un jeux de foret et de scie-cloche), maillet ou marteau(s), lime(s), scie à métaux ;
- outils de décapage : brosse métallique, papier de verre, du dégraissant (white-spirit ou acétone), du décapant (acide chlorhydrique pour la passivation de l'inox) ;
- outils de mesure : équerre(s), règle(s), mètre ruban, niveau à bulle, fil à plomb, niveau laser ;
- outils de traçage (sur métal): pointeau, compas à pointe sèche, pointe à tracer, craie de Briançon, crayon (ou feutre pour métal), trusquin ;
- outils de traçage spécifiques au tube : cornière de petite largeur (10 à 30 mm) (qui sert tracer les génératrices d'un cylindre), bande à tracer[7] (sert à tracer une coupe perpendiculaire à l'axe du cylindre, donc perpendiculaire à une génératrice) ;
- outils de mécanique générale : clé à molette, un jeu de clé plate (allant ~ du 8 au 30 voire plus), clé à griffe, pince coupante, pince multiprise ;
- outils de maintien en position : étau (sur l'établi ou sur trépied), serre-joints, sangle(s), servante(s) ou chandelle(s) (permettant de positionner à hauteur d'homme les tuyaux et de régler précisément leurs hauteurs)
- si compétence : poste à souder.

Ci-dessous une liste non exhaustive des principaux EPI préconisés (suivant les étape du processus de fabrication) :
gants ignifugé (donc en cuir), casque (en chantier), lunettes de protection (voire écran facial), chaussures de sécurité ignifugées, bleu de travail ignifugé, harnais (pour travail en hauteur).

## Tuyauteurs notables
Personnes notables qui sont ou ont été tuyauteurs ou tuyauteuses :
- Eric Karlsson (sv), homme politique suédois social-démocrate, élu à la deuxième chambre en 1949 ;
- Doug Beck (en), homme politique américain, élu dans le Missouri en 2017 ;
- Roland Hoff (de), fut une victime du mur de Berlin, abattu alors qu'il tentait de s'échapper dans le canal de Teltow, en 1961.

## Métiers apparentés
- Plombier
- Chaudronnier
- Soudeur
- Ajusteur
- Serrurier
- Canalisateur parfois nommé Tuyauteur-Monteur
- Calorifugeur

### Plombier industriel
Ce métier est très fortement lié à celui de plombier, de par son histoire et  les compétences requises. Les seuls vraies distinctions sont généralement dues au diamètre et à l'épaisseur des tuyaux mis en œuvre (voir Dimension des tuyaux) qu'exige le milieu industriel.
Il est ainsi possible de voir cohabiter sur un même chantier de BTP, des plombiers et des tuyauteurs. Les uns s'occupant des réseaux de commodités (gaz, eau, assainissement…), et les autres chargés de relier entre eux les équipements industriels (pompes, cuves (sous pression ou non), salle des machines, chaufferies, réacteurs chimiques…).

### Binôme soudeur
Lorsqu'il travaille avec des tubes métalliques et que le mode d'assemblage choisi est la soudure, le tuyauteur (non soudeur) travaille en équipe avec un ou plusieurs soudeurs. On parle de binôme soudeur / tuyauteur (ou tuyauteur / soudeur).
Bien que la normalisation des procédés de soudures (DMOS) et les qualifications des soudeurs (QMOS), , soient obligatoires dans certains secteurs d'activité (par exemple dans le nucléaire), dans les secteurs moins "critiques", le choix du procédé et les méthodes de mise en œuvre sont laissés au soudeur pour s'adapter à ses compétences et réaliser des soudures en adéquation avec le cahier des charges. Il doit alors y avoir un dialogue constant entre le tuyauteur et le soudeur pour :
- définir quel type de joint de soudure doit être réalisé (largeur du jour, angle du chanfrein, piquage pénétrant ou posé, etc.)[11]. Ceci affectera toutes les étapes de fabrication de la ligne de tuyauterie (longueurs des débits, retrait à la soudure, ajustement des pièces, etc.) ;
- définir quelle soudure pourra être, ou non, réalisée en position. L'environnement proche (proximité d'un mur ou d'autres tubes), la position que devra avoir le soudeur (soudure en corniche, au plafond, en nacelle), la présence d'activité (humidité, vibrations, courant d'air), peuvent rendre la réalisation de la soudure difficile, voire impossible. La ligne de tuyauterie, originellement prévue, devra alors être modifiée en conséquence ;
- réaliser les opérations de pointage. C'est l'étape de pré-assemblage, où, à l'aide de multiples points de soudures, on fixe entre eux deux éléments à souder. La géométrie finale de la pièce est en grande partie définie par cette opération. Les déformations et retraits (Vitesse critique de refroidissement) à la soudure peuvent encore modifier la géométrie, mais c'est en anticipant ces déformations que le tuyauteur évite d'autre étapes (de formage ou d'usinage).

#### L'unification des compétences en une seule personne
Historiquement, un binôme soudeur / tuyauteur expérimenté (cad. travaillant ensemble depuis longtemps) était reconnu pour son efficacité. La tendance actuelle est de regrouper toutes les savoir faire en une seule personne, on parle de tuyauteur-soudeur (ou soudeur-tuyauteur). Cela implique généralement une spécialisation par sous-secteur industriel (pétrochimie, pharmaceutique, agroalimentaire, aéronautique, militaire, etc.), par matières (acier noir, acier inoxydable, aluminium, titane, etc.), par mode de soudage (soudure orbitale, TIG, électrode enrobée, MIG/MAG, etc.).
Cette spécialisation grandissante, même si elle a toujours existé dans le passé pour un binôme tuyauteur, tend à limiter la mobilité professionnelle et l'adaptabilité au marché du travail, et peut réduire la transmission des savoir faire dans un métier en tension dans certains pays.

### Un chaudronnier spécialiste dans le traçage sur cylindre et sur tore
Les tuyauteurs (et les plombiers) font du formage et des assemblages de tubes ou tuyaux, tout comme les chaudronniers font du formage et des assemblages de plaques métalliques. Pour tout métier ayant besoin de façonner des formes complexes à l'établi ou sur chantier (ex. : maçon, charpentier… architecte ou couturière), l'art du traçage (ancienne appellation de la géométrie descriptive) prend tout son intérêt.
Par exemple, les piquages (jonctions en 'T' d'un tube sur un autre) à réaliser sur un gros diamètre (supérieur au DN25) peuvent vite devenir longs à façonner par des étapes successives de découpe et de présentation (C'est à dire de test d'assemblage) , bien qu'il existe beaucoup d'astuces restent possible pour se passer de traçage (~jusqu' au DN250). Au delà, il faudra tracer 2 courbes de développements de l'intersection entre les 2 cylindres : une pour le piquage (barre verticale du 'T'); et une pour le collecteur (barre horizontale du 'T').

## Formations
En France, le diplôme est accessible via l'obtention d'un Titre Professionnel délivré au nom de l'État, ou un CQPM délivré par la branche professionnelle de la métallurgie.

#### États-Unis
- Unated Association: syndicat de plombier et de tuyauteur aux États-Unis depuis 1889.

#### France
- FranceTravail.fr : Fiche métier Tuyauteur industriel (H/F)
- SNCT: Syndicat National de la Chaudronnerie, Tuyauterie, Tôlerie & Maintenance Industrielle